# Gedney
Gedney – wieś w Anglii, w hrabstwie Lincolnshire, w dystrykcie South Holland. Leży 64 km na południowy wschód od Lincoln i 144 km na północ od Londynu.
Miejscowość liczy 2305 mieszkańców.